# 草原區
草原區是多哥的五個區之一，位於該國最北端，東臨貝寧，南面是卡拉區，西接加納，北毗布基納法索。草原區的首府是達龐，其他重要城市還有曼戈，該區下分4省，分別是龐扎爾省、奧蒂省、唐儒阿雷省和托內省。
1. ↑  . hdi.globaldatalab.org.   [2018-09-13] （英语）.